# Sirisak Yodyardthai
Sirisak Yodyardthai (thailändisch ศิริศักดิ์ ยอดญาติไทย, * 29. März 1969 in Phayakkhaphum Phisai), auch als Toi bekannt, ist ein thailändischer Fußballtrainer und ehemaliger Fußballspieler.

## Karriere

### Spieler
Sirisak Yodyardthai stand vom 1. Januar 1988 bis 31. Dezember 1997 beim Osotspa FC unter Vertrag.

### Trainer
Sirisak Yodyardthai blieb nach seiner Spielerkarriere dem Osotspa FC erhalten. Hier war er Jugendtrainer und Co-Trainer der ersten Mannschaft. Die erste Mannschaft spielte in der ersten Liga, der Thai Premier League. Am 1. Januar 2016 wechselte er zu Thai Honda Ladkrabang. Der Verein aus der Hauptstadt Bangkok spielte in der zweiten Liga. Am Ende der Saison feierte er mit Thai Honda die Meisterschaft und den Aufstieg in die erste Liga. Bei Thai Honda wurde er Ende April 2017 entlassen.
Im Mai 2017 wechselte Sirisak Yodyardthai zur thailändischen Nationalmannschaft, wo er bis Anfang 2019 das Amt des Co-Trainers innehatte. Nachdem Milovan Rajevac infolge der 1:4-Auftaktniederlage gegen Indien bei der Asienmeisterschaft 2019 entlassen worden war, übernahm er die Mannschaft interim für den Rest des Turniers und führte sie noch ins Achtelfinale. Nach dem Turnier stand er noch bei vier weiteren Spielen als Trainer an der Seitenlinie, bevor er im August 2019 durch Akira Nishino ersetzt wurde.
Das zweite Halbjahr 2019 stand er beim Zweitligisten Ubon UMT United unter Vertrag. Am Ende der Saison musste er mit dem Verein aus Ubon Ratchathani absteigen. Nach dem Abstieg verließ er den Verein und schloss sich dem Zweitligisten Khon Kaen FC an. Für den Verein aus Khon Kaen stand er viermal an der Seitenlinie. Anfang März 2020 wurde sein Vertrag aufgelöst. Zu Beginn der Saison 2021/22 nahm ihn der Zweitligist Udon Thani FC aus Udon Thani unter Vertrag. Nach acht Spielen wurde sein Vertrag Ende März 2021 aufgelöst. Ende Oktober 2021 unterschrieb er in Pattaya einen Vertrag beim Drittligisten Pattaya Dolphins United. Mit dem Verein von der Ostküste wurde er am Saisonende Meister der Eastern Region. In den Aufstiegsspielen zur zweiten Liga konnte man sich jedoch nicht durchsetzen. Anfang August 2022 wurde er entlassen. Zu Beginn der Saison 2023/24 unterschrieb er am 12. Juli 2023 einen Vertrag beim Zweitligisten Ayutthaya United FC. Dieser Vertrag wurde am 17. Juli 2023 wieder aufgelöst. Nach der Entlassung von Akbar Nawas beim Erstligisten Nakhon Pathom United FC übernahm Yodyardthai am 11. September 2024 das Amt als Cheftrainer. Das Amt hatte er bis Mitte November 2024 inne. Nach der Verpflichtung von Thongchai Sukkoki als Cheftrainer übernahm er das Amt des Technischer Direktors bei Nakhon Pathom United.

## Erfolge

### Trainer
Thai Honda Ladkrabang
- Thailändischer Zweitligameister: 2016  ▲

Pattaya Dolphins United
- Thai League 3 - East: 2021/22